# Historia (revista)
Historia es una revista chilena, de publicación anual, dedicada a la historia de Chile y América.
Está a cargo del Instituto de Historia de la Universidad Católica de Chile y publica artículos inéditos en español, inglés y portugués, reseñas de libros históricos publicados recientemente, y un fichero bibliográfico de libros y artículos recientes, principalmente sobre historia de Chile.

## Historia
Su primera publicación fue realizada en 1961, gracias a la iniciativa del profesor e historiador de la Universidad Católica Jaime Eyzaguirre, quien fue su primer director. Otros historiadores que integraron el Comité Editorial de la revista en su primera etapa fueron Javier González Echeñique, quien era su secretario, Julio González Avendaño, Gabriel Guarda, Ricardo Krebs, Carlos Oviedo, Armando de Ramón y Gonzalo Vial.
Inicialmente recurría a artículos de fuentes externas, pero vinculados a la universidad, pero gradualmente se empezaron a publicar trabajos derivados de la investigación de la propia universidad. Los primeros artículos eran de corte colonial o religioso, pero luego fueron variando hacia lo político y económico. No se fijó límite de páginas a los artículos, a diferencia de otras publicaciones, por lo que han aparecido monografías de 100 o 200 páginas, como algunas del historiador Armando de Ramón.[cita requerida]
Recientemente la revista Historia se incorporó al proyecto SciELO (Scientific Electronic Library Online), programa internacional de edición electrónica, que pone a disposición de todo el mundo las investigaciones de esta revista, accesible gratuitamente desde internet. Desde el 2008 la revista fue indexada en el Instituto para la Información Científica (ISI Thompson), que las reúne las publicaciones académicas y de investigación de mayor prestigio.